# Gaudete et exsultate
Gaudete et exsultate (pol. Cieszcie się i radujcie) – adhortacja papieża Franciszka o powołaniu do świętości w świecie współczesnym. Została podpisana przez papieża w Watykanie 19 marca 2018, a opublikowano ją 9 kwietnia tegoż roku. Jest to trzecia, po Evangelii gaudium i Amoris laetitia, adhortacja papieża Franciszka. Tekst podzielony jest na 5 rozdziałów i ma 177 numerów (paragrafów).

## Treść
Adhortacja zajmuje zagadnieniem świętości, jako powołania każdego chrześcijanina i jej realizacją w życiu codziennym. Franciszek przedstawia też zagrożenia na drodze do niej, wymieniając m.in. współczesne formy gnostycyzmu i neopelagianizm.